# Maison Bacot
La maison Bacot appelée maison Bacot & Cie ou encore maison Gentry est un immeuble à la façade entièrement sgraffitée dû à l'architecte Clément Pirnay.

## Situation
Cet immeuble se situe à Liège au carrefour de la rue des Guillemins et de la rue Dartois. Il porte le no 42 de cette dernière rue. À gauche, au no 44, on peut voir une réalisation imposante (cinq étages dont deux ont été ajoutés postérieurement) du même Clément Pirnay, la maison Pirnay.

## Art nouveau, Art déco, Modernisme?
La maison Bacot a été construite en 1922 par Clément Pirnay, collaborateur de Paul Jaspar.
Les dernières réalisations de style Art nouveau coïncidèrent avec le début de la Première Guerre mondiale et l'Art déco prit son envol aux alentours de 1920, période de la construction du bâtiment. On peut estimer que cette maison relève plutôt d'une structure Art déco ou Modernisme mais d'une décoration Art nouveau due aux sgraffites.
La façade a été classée le 17 février 1995.

## Description

### La façade

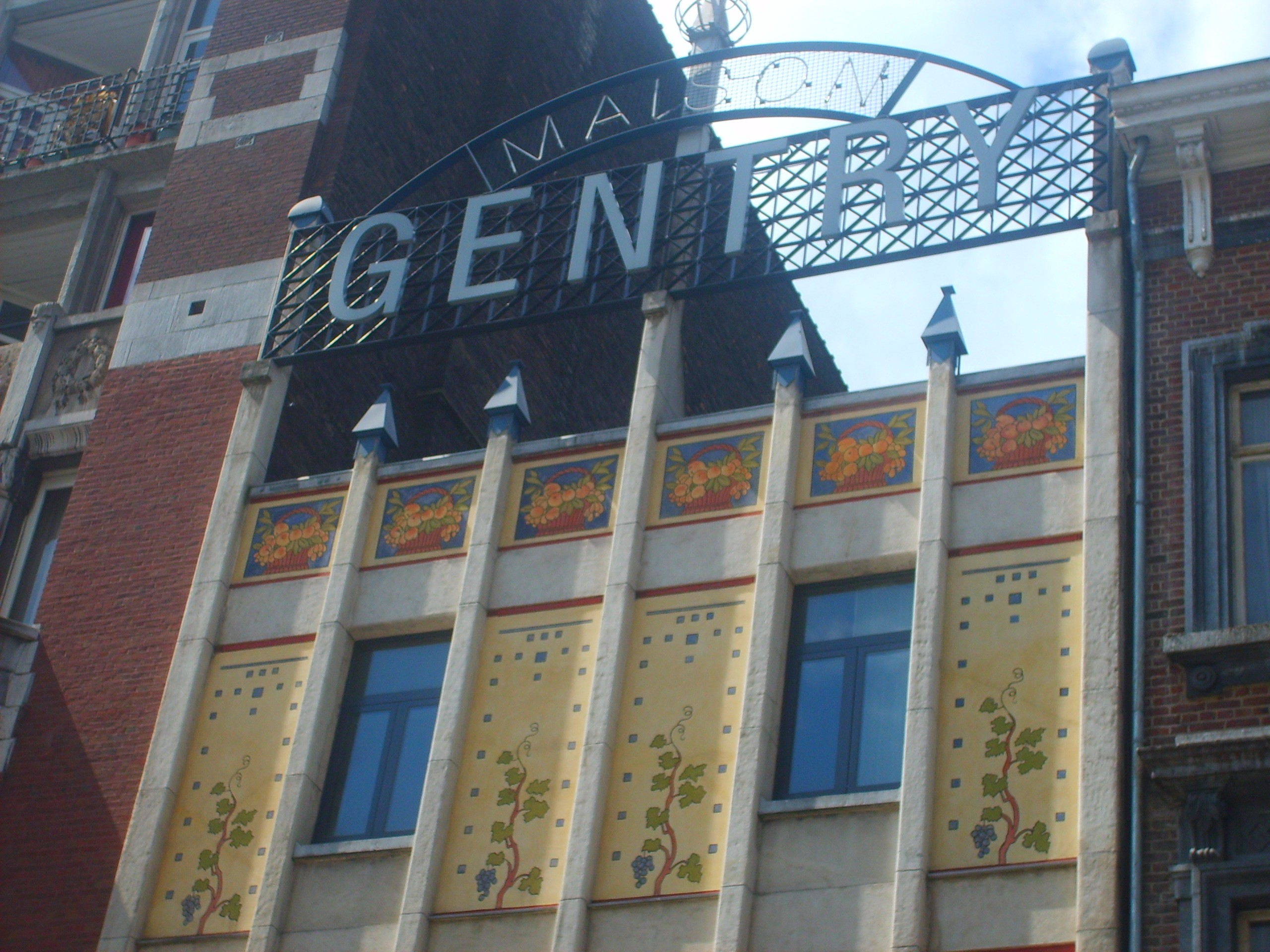
Maison Bacot

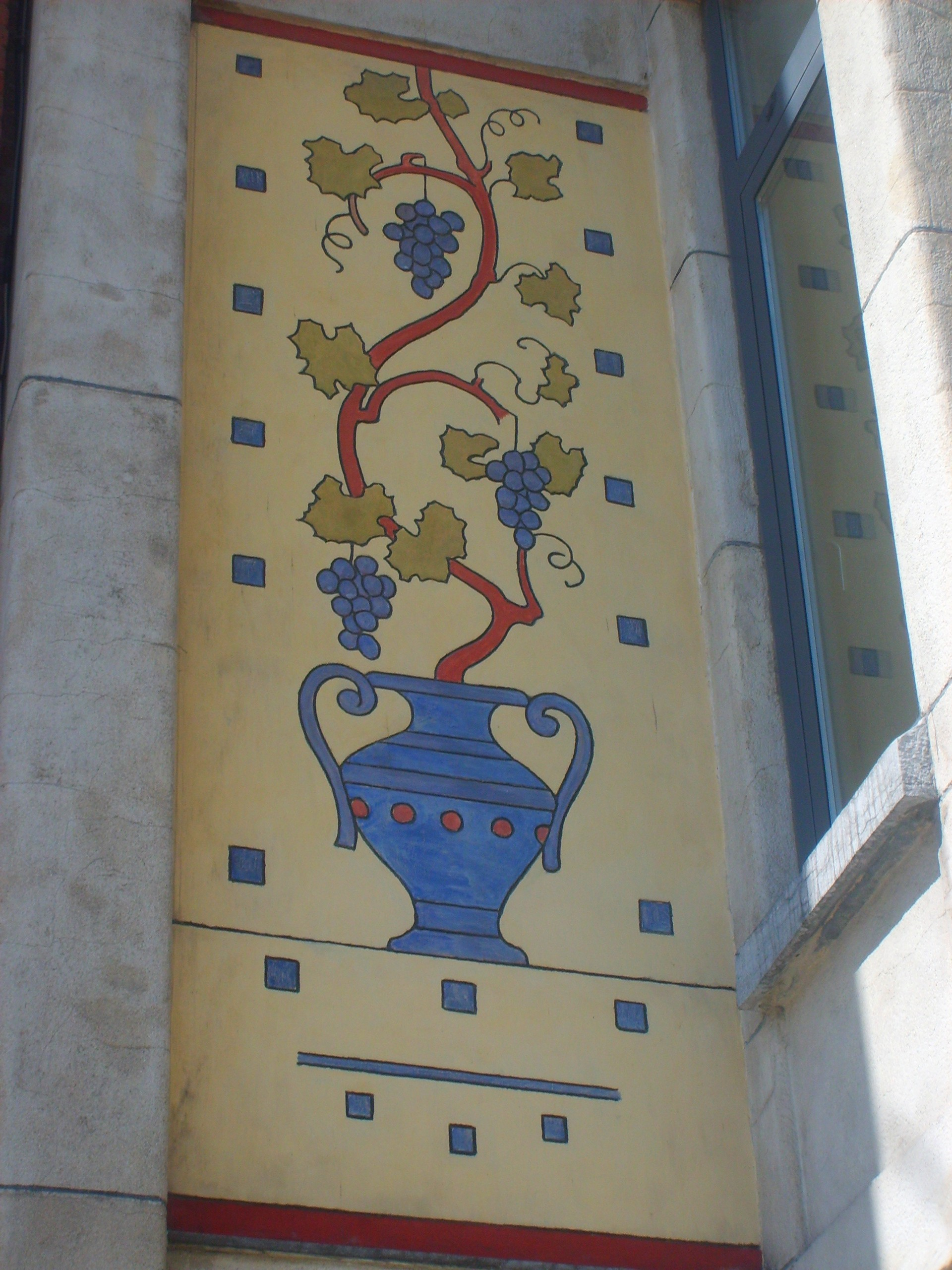
Maison Bacot : sgraffite

L'immeuble a une fonction commerciale au rez-de-chaussée qui ne présente aucun intérêt architectural. Par contre, les trois étages sont entièrement recouverts de sgraffites. On compte en Belgique assez peu de façades complètement sgraffitées. On citera deux étages de l'Hôtel Ciamberlani de Paul Hankar et la Maison Cauchie de Paul Cauchie à Bruxelles.
Tandis que le premier étage est composé d'un large bow-window surmonté d'un balcon grillagé, chaque étage supérieur est percé de deux baies rectangulaires. Le matériau utilisé pour la façade est le béton armé.
Au sommet de l'immeuble, l'inscription « Maison Gentry » est surmontée d'une flèche en fer forgé à l'instar de la maison Saint-Cyr de Gustave Strauven à Bruxelles.
On peut voir au sommet des premier et troisième étages, des colonnes carrées coiffées de capuchons pyramidaux peints en bleu.

### Les sgraffites
Deux motifs sont dessinés sur les seize sgraffites constituant la façade. 
Au sommet de l'édifice, à l'intérieur de rectangles bleus, on peut observer six paniers rouges remplis de fruits aux couleurs orangées agrémentés de feuilles.
Sur le reste de la façade, ce sont des ceps de vigne qui, paradoxalement, sortent d'amphores bleues pour gravir les trois niveaux du bâtiment. Les feuilles et les grappes de raisin se succèdent le long des ceps de vigne, entourées par une multitude de petits carrés bleus. Ces sgraffites sont identiques par étage et sont interrompus à chaque niveau par des bandes horizontales de béton brut.
La façade a fait l'objet d'une restauration complète de 2002 à 2004 par Alain Dirix Architecture. 
Elle a obtenu le prix de l'Urbanisme de la ville de Liège en 2005.